# La Vieille Dame indigne
Pour plus de détails, voir Fiche technique et Distribution.
La Vieille Dame indigne est un film français réalisé par René Allio, sorti en 1965.

## Synopsis
À Marseille, une vieille femme, Madame Bertini, se retrouve seule à la mort de son mari. Tous ses enfants sont mariés et dispersés dans la région à part Albert et Gaston qui sont restés à Marseille. Par intérêt pour l'héritage, les deux fils cherchent à accaparer leur mère. Mais elle décline leur invitation et, avec le peu d’argent reçu des ventes de l’entreprise familiale en faillite et de tous les biens qui avaient constitué son quotidien jusqu’alors, elle s’achète une voiture et part à l’aventure en compagnie d’une serveuse de bar, Rosalie, une jeune femme très libre pour laquelle elle s’est prise d’amitié, ainsi que d’Alphonse, un cordonnier libertaire...

## Fiche technique
- Titre original : La Vieille Dame indigne
- Réalisation :	René Allio
- Assistant réalisation : Jean Michaud et Nicolas Ribowski
- Scénario et dialogues : René Allio, avec la collaboration de Gérard Pollicand[1], d'après la nouvelle de Bertolt Brecht, La Vieille Dame indigne[2]
- Coopération technique : Jean Ravel
- Décors : Hubert Monloup
- Photographie : Denys Clerval
- Son : Antoine Bonfanti
- Montage : Sophie Coussein
- Musique : Jean Ferrat
- Producteur : Claude Nedjar
- Directeur de production : Maurice Urbain
- Sociétés de production : SPAC (Société de participation artistique et commerciale, France), Farena Films (France)
- Sociétés de distribution : CFDC (Compagnie française de distribution cinématographique, France), Ciné-Marseille (France), Shellac (France), Cinémathèque française, Kotor Financial Panama Corp. (étranger)
- Format : 35 mm — noir et blanc — 1.66:1 — son monophonique
- Pays de production :  France
- Langue originale : français
- Genre : drame
- Durée : 94 minutes
- Date de sortie : France 25 mars 1965
- (fr) Classifications CNC : tous publics, Art et Essai (visa d'exploitation no 29516 délivré le 30 mars 1965)
- [3]«Berliner Synchron AG» a doublé ce film en allemand en 1966. Le dub met également en vedette l’acteur allemand Manfred Lehmann.

## Distribution
- Sylvie : Madame Berthe Bertini
- Étienne Bierry : Albert Bertini, son fils
- Victor Lanoux : Pierre Bertini, fils d'Albert.
- Jean Bouise : Alphonse, le cordonnier.
- Malka Ribowska : Rosalie
- François Maistre : Gaston Bertini, fils de Berthe et frère d'Albert.
- Pascale de Boysson : Simone, femme de Gaston.
- Armand Meffre : Ernest
- Jean-Louis Lamande : Charles
- Robert Bousquet : Robert
- Pierre Decazes : Charlot
- Léna Delanne : Victoire
- Jeanne Hardeyn : Rose
- André Jourdan : Lucien
- André Thorent : Dufour
- Max Amyl
- René Morard

## Production

### Casting
René Allio : « Pour Madame Berthe, j'avais seulement l'idée de son physique : une petite femme menue… J'avais pensé à trois interprètes, dont Sylvie. J'avais pour toutes les trois quelques hésitations : pour l'une je n'étais pas sûr des rapports avec les objets, et pour moi c'est quelque chose de très important… Pour Sylvie, je craignais un peu ce jeu un peu dur, ces regards un peu durs que vous connaissez… Là-dessus, je l'ai vue dans Chronique familiale (Journal intime) de Zurlini, c'était ça, ou du moins cela prouvait que Sylvie pouvait être le personnage que je souhaitais… J'ai eu beaucoup de difficultés, parce que tout le monde était contre. Maintenant tout le monde la trouve formidable, on a peine à imaginer quelqu'un d'autre. »

### Tournage
- Période de prises de vue : 17 août au 2 octobre 1964.
- Extérieurs (lieux identifiés) : 
  - Marseille (Bouches-du-Rhône) : parc Bellevue, 143 rue Félix-Pyat (3e arr.) ; quartier Sainte-Marguerite au parc Dromel/La Pugette (9e arr.) ; chemin de la Nerthe (16e arr.),
  - Toulon (Var) : rade de Toulon.
- René Allio[4] : « J'ai répété le plus possible, et j’ai regretté de ne pouvoir le faire davantage. J’aurais aimé avoir une période de répétition un mois ou deux avant le tournage, puis laisser tomber les choses. J’aurai pu ainsi laisser une part d’improvisation, laisser les acteurs un peu libres et les observer, pour avoir ensuite un délai de réflexion critique à partir de ce premier travail. En fait nous avons tourné en six semaines, ce fut très dur. Et pourtant j’ai pris une semaine de retard, à cause de mon désir de faire répéter le plus possible. Pour le travail proprement dit, je pense que je procède comme tout le monde : je reste seul avec le cameraman et les acteurs qui figurent dans le plan, et j’essaie de mettre la scène en place, sans idées préconçues, à partir du contexte, en me fiant au terrain, au corps, aux objets. On discute, on progresse, on fignole, et on tourne. Je crois que c’est là une méthode très courante. L’idéal pour moi ce serait de pouvoir découper après avoir travaillé sur le plateau, pour respecter la continuité dans le jeu. »

### Chansons
- BO éditée en 1965 sur super 45 tours Disques Barclay 70 764 M[5] :
  - On ne voit pas le temps passer, paroles, musique et interprétation par Jean Ferrat (prologue et épilogue).
  - Loin, paroles, musique et interprétation par Jean Ferrat (générique).
  - Tu ne m'as jamais quitté, paroles et musique de Jean Ferrat, interprétée par Victor Lanoux dans le film[6].
- Titre non inclus dans le 45 tours : Fraises des bois, paroles et musique de Jean Ferrat[7], interprète inconnu (chanson diffusée par le juke-box du petit bar de quartier)[8].

## Accueil

### Critique
- Télérama[9] : « Ce premier film d'un nouveau réalisateur est original au meilleur sens du mot. […] Son film ne ressemble ni aux essais incertains et inachevés des films de débutants, ni aux recherches insolites d’un théâtre d’avant-garde. […] Pour sa première œuvre René Allio a réussi avec La Vieille Dame indigne un vrai film d’auteur. »
- Cahiers du cinéma[10] : « René Allio n'a pas fait un film complaisant et jouant sur un sentimentalisme facile. Il n’a pas fait l’apologie démagogique de la liberté des vieilles dames, mais au contraire la critique de cette liberté en la montrant impuissante et incomplète, insatisfaisante. Il a montré qu’il ne suffit pas du rêve pour remédier au vice de l’ordre social ou familial. Sa critique ne s’arrête pas au moment où la vieille dame semble connaître le bonheur : elle se renforce subtilement de cette apparence trompeuse de bonheur. De l’existence, la vieille dame n’aura jamais ramassé que les miettes. Le film refuse la bonne conscience. »

### Rétrospective René Allio 2014 dans les Cinémas du Sud
Consécutivement à la projection du film en clôture des séances estivales du « Ciné Plein-Air 2014 » à Marseille, le film fait une nouvelle sortie du 1er octobre au 31 décembre 2014 conjointement à Rude journée pour la reine (1973) et L'Heure exquise (1981) dans 15 salles des Cinémas du Sud (région PACA) dans le cadre d'une « rétrospective René Allio » organisée par Cinétilt.

## Distinctions

### Récompenses
- Festival international du jeune cinéma de Hyères 1965 : prix spécial du jury.
- Prix Marilyn Monroe 1965 à Sylvie.
- Prix Méliès (Syndicat français de la critique de cinéma) 1965 : prix du meilleur film à René Allio.
- Festival du film français de Rio de Janeiro 1965 : Grand prix.
- National Board of Review 1967 : prix du meilleur film étranger.
- National Society of Film Critics 1967 : prix de la meilleure actrice à Sylvie.